# Digital båndoptager
Digital båndoptager er en naturlig efterfølger til den klassiske, analoge båndoptager.
Grunden er den enkle, at lagring af et analogt lydsignal ikke er perfekt, men tilføjer støj i forbindelse med lagring på magnetbånd. Dette undgås ved anvendelse af de digitale teknikker, som blev introduceret på hjemmefronten med PC'en i midten af 1980'erne.
En DAT-optager – som den også kaldes – er en del af PC-miljøet, hvor man tilføjer digital-til-analog-konvertering (DTA) og omvendt analog-til-digital-konvertering (ATD).
Det kan også sammenlignes med CD-ROM og DVD, der dog i starten havde den klare begrænsning, at det var læsbare medier. Maskiner til kopiering af CD- og DVD-skiver var tidligere så kostbare, at ingen tænkte på følgeproblemet: Piratkopiering.
DAT var ikke den første digitale båndstandard inden for området – en tidlig form så dagens lys omkring 1980, men blev ikke nogen succes. Efterfølgeren var en hybrid – DCC, som bl.a. Philips-fabrikkerne forsøgte at gøre populær, men også den led skibbrud. Faktisk er DAT-båndoptagere måske kun kendt inden for professionelle studier, men risikoen for at de ville give anledning til udbredt piratkopiering fik bl.a. amerikanere til at lovgive i denne anledning (Audio Home Recording Act of 1992) – eller den såkaldt DAT-skat, som måske i Danmark kan sammenlignes med blankmedievederlag.
Desuden introducerede man SCMS (Serial Copy Management System) i DAT-båndoptagere for at hindre digital kopiering, men det er heller ikke særlig udbredt – eftersom udviklinger inden for IT-branchen gik helt andre veje, nemlig til CD- – og DVD-brændere på den ene side og DVD-optagere på den anden side. Udover en perfekt lydkopi er man her tæt på også at skabe mulighed for næsten perfekte billedsekvenskopier.